# Can thiệp sức khỏe cộng đồng
Can thiệp sức khỏe cộng đồng là bất kỳ nỗ lực hoặc chính sách nào nhằm cải thiện sức khỏe tinh thần và thể chất ở cấp dân số.  Can thiệp sức khỏe cộng đồng có thể được điều hành bởi nhiều tổ chức, bao gồm các cơ quan y tế chính phủ và các tổ chức phi chính phủ (NGO).  Các loại hình can thiệp phổ biến bao gồm các chương trình sàng lọc, tiêm chủng, bổ sung thực phẩm và nước, và nâng cao sức khỏe.  Các vấn đề phổ biến là chủ đề của các can thiệp sức khỏe cộng đồng bao gồm béo phì, ma túy, thuốc lá và sử dụng rượu bia, và sự lây lan của bệnh truyền nhiễm, ví dụ  HIV.
Một chính sách có thể đáp ứng các tiêu chí can thiệp sức khỏe cộng đồng nếu nó ngăn ngừa bệnh tật ở cả cấp độ cá nhân và cộng đồng và có tác động tích cực đến sức khỏe cộng đồng.

## Các loại hình
Can thiệp sức khỏe có thể được điều hành bởi nhiều tổ chức, bao gồm các sở y tế và các tổ chức tư nhân.  Những can thiệp như vậy có thể hoạt động ở nhiều quy mô khác nhau, như ở cấp độ toàn cầu, quốc gia hoặc cộng đồng.  Toàn bộ dân số có thể nhận được thông qua các trang web, tin nhắn âm thanh/video và các phương tiện thông tin đại chúng khác hoặc các nhóm nhất định có thể bị ảnh hưởng bởi hành động hành chính, chẳng hạn như tăng việc cung cấp thực phẩm lành mạnh tại trường học.

### Sàng lọc
Sàng lọc đề cập đến thực hành kiểm tra xét nghiệm những các cá nhân đáp ứng một tiêu chí nhất định (như tuổi tác, giới tính hoặc quan hệ tình dục) cho một bệnh hoặc rối loạn.  Nhiều hình thức sàng lọc là can thiệp sức khỏe cộng đồng.  Ví dụ, các bà mẹ thường được xét nghiệm HIV và viêm gan B trong khi mang thai.  Phát hiện trong khi mang thai có thể giúp ngăn ngừa lây truyền từ mẹ trong khi sinh.

### Tiêm chủng
Các chương trình tiêm chủng là một trong những loại hình can thiệp sức khỏe cộng đồng có hiệu quả và phổ biến nhất.  Thông thường các chương trình có thể ở hình thức khuyến nghị hoặc được điều hành bởi các sở y tế của chính phủ hoặc các hệ thống chăm sóc sức khỏe được quốc hữu hóa.  Như trường hợp tại Hoa Kỳ,  Trung tâm kiểm soát và phòng ngừa dịch bệnh quyết định lịch tiêm chủng và hầu hết các công ty bảo hiểm y tế tư nhân chi trả cho các lần tiêm chủng này.  Ở Anh, NHS đều quyết định và thực hiện các quy trình tiêm chủng.  NGO cũng có thể tham gia tài trợ hoặc thực hiện các chương trình tiêm chủng; ví dụ, Quỹ Bill và Melinda Gates hỗ trợ các chính phủ ở Pakistan, Nigeria và Afghanistan trong việc quản lý tiêm phòng bại liệt.

### Bổ sung chất
Bổ sung thực phẩm hoặc nước của các chất dinh dưỡng có thể làm giảm tình trạng thiếu vitamin và các bệnh khác.  Bổ sung có thể được yêu cầu bởi pháp luật hoặc tự nguyện.  Một số ví dụ về các can thiệp bao gồm:
- Muối iod để ngăn ngừa bệnh bướu cổ.[9]
- Axit folic trong bột mì để ngăn ngừa tật nứt đốt sống, một khuyết tật bẩm sinh.[10]
- Fluor hóa nước để ngăn ngừa sâu răng.[11]
- Sữa chứa vitamin D để ngăn ngừa còi xương.[12]

### Hành vi
Các can thiệp nhằm thay đổi hành vi cá nhân có thể rất khó khăn.  Một hình thức như vậy là nâng cao sức khỏe, trong đó giáo dục và truyền thông có thể được sử dụng để thúc đẩy các hành vi lành mạnh, chẳng hạn như ăn thực phẩm lành mạnh (để ngăn ngừa béo phì), sử dụng bao cao su (để ngăn ngừa lây truyền STDs) hoặc chấm dứt đại tiện ngoài trời ở các nước đang phát triển (xem ví dụ ở Ấn Độ, như chiến dịch Swachh Bharat mission).
Việc sử dụng luật pháp để hình sự hóa một số hành vi nhất định cũng có thể được coi là can thiệp sức khỏe cộng đồng, chẳng hạn như các chương trình tiêm chủng bắt buộc  và hình sự hóa việc lây truyền HIV.  Tuy nhiên, các biện pháp như vậy thường gây tranh cãi, đặc biệt trong trường hợp hình sự hóa HIV khi có bằng chứng cho thấy nó có thể phản tác dụng.  Các luật đánh thuế một số sản phẩm không lành mạnh cũng có thể có hiệu lực, mặc dù cũng không phải không có tranh cãi và đôi khi được gọi là " thuế tội phạm ".  Ví dụ như việc đánh thuế các sản phẩm thuốc lá ở Mỹ và New Zealand, và đồ uống có đường ở Anh.

## Đánh giá hiệu quả
Đánh giá và dự đoán hiệu quả của một can thiệp sức khỏe cộng đồng, cũng như tính toán hiệu quả chi phí là rất cần thiết.  Một can thiệp lý tưởng nên làm giảm tỷ lệ mắc bệnh và tử vong.  Một số giao thức có hệ thống tồn tại để hỗ trợ phát triển các can thiệp như vậy, chẳng hạn như Intervention Mapping.